# Macrothemis calliste
Macrothemis calliste is een libellensoort uit de familie van de korenbouten (Libellulidae), onderorde echte libellen (Anisoptera).
De wetenschappelijke naam Macrothemis calliste is voor het eerst geldig gepubliceerd in 1913 door Ris.